# Mayetiola hordei
Espèce
Mayetiola hordei, la cécidomyie de la galle de l'orge, est une espèce d'insectes diptères nématocères de la famille des Cecidomyiidae.

## Synonymes
Selon Catalogue of Life :
- Phytophaga mimeuri Mesnil, 1934

## Distribution
L'aire de répartition de Mayetiola hordei comprend l'Europe en partie (Îles Britanniques, France, Pologne) et l'Afrique du Nord.